# تشارلز داغو
تشارلز داغو (بالفرنسية: Charles Dago)‏، من مواليد 1 نوفمبر 1975 في ساحل العاج، لاعب كرة قدم عاجي سابق.
و قد بدأ باللعب مع نادي العربي الكويتي في عام 2001، ولعب معهم حتى عام 2003، وفي عام 2003 انتقل إلى نادي السالمية، ولعب معهم حتى عام 2005، ومنذ عام 2005 وهو يلعب مع نادي التضامن الكويتي.

## روابط خارجية
- تشارلز داغو على موقع قاعدة بيانات كرة القدم.إي يو (الإنجليزية)
- تشارلز داغو على موقع ناشيونال فوتبول تيمز (الإنجليزية)
- تشارلز داغو على موقع كووورة